# Yuzo Takada
Yuzo Takada (高田裕三, Takada Yūzō) é o pseudônimo de Yūji Takada (高田裕次, Takada Yūji), um famoso autor de mangás japonês. Ele trabalhou como assistente do artista Fujihiko Hosono antes de iniciar sua carreira solo. Sua primeira obra apareceu em novembro de 1983 na Young Magazine, e sua primeira série, Tokonatsu Bank, começou a ser publicada em janeiro de 1984 e terminou em fevereiro de 1985.
Takada é conhecido pelos seus mangás sobrenaturais 3x3 Eyes e Blue Seed, e pelo seu mangá ação-comédia All Purpose Cultural Cat Girl Nuku Nuku. Nas adaptações para anime dessas séries estreou a seiyū Megumi Hayashibara.[carece de fontes?] Em 1993, ele recebeu o Prêmio de Mangá Kōdansha na categoria shōnen pelo 3x3 Eyes.
Takada também trabalhou no design de personagens e ilustração para videogames, incluindo Just Breed, da Enix.

## Obras
- Shuushoku Beginner (1983)
- Endless Summer Bank aka Tokonatsu Bank (2 de janeiro de 1984 – 18 de fevereiro de 1985)
- Tour Conductor, Nikumori (3 de março de 1985 – 1 de setembro de 1986)
- Sportion KIDs (17 de novembro de 1986 – 2 de novembro de 1987)
- Every Day is Sunday (13 de novembro de 1987 – 10 de fevereiro de 1989)
- 3x3 Eyes (14 de dezembro de 1987 – 2002)
- Toritsuki-kun (Fevereiro, 1989 – Março 1991)
- All Purpose Cultural Cat Girl Nuku Nuku (1990)
- Blue Seed (1992 – 1995)
- The New All-Purpose Cultural Cat Girl Nuku Nuku (1997 – 1998)
- Genzou Hitogata Kiwa (1998 – 2004)
- Tsukumo Nemuru Shizume (2004 – )
- Little Jumper (2004 – Agosto, 2008)
- Ultraman - The First  (2004 – )
- Captain Alice (2009 - )